# 陳忻 (清朝)
陳忻（？年—？年），譜名慶地，號樂齋，瀘州九姓鄉人，由廩貢，咸豐三年任鄰水縣教諭。是一位政治人物，清朝時曾在四川順慶府鄰水縣（位於今四川省東部，梁大同三年置，是一個千年古縣）擔任官吏。